# Grèce au Concours Eurovision de la chanson 2010
La Grèce a participé au Concours Eurovision de la chanson 2010. Elle a choisi son participant le 12 mars.

## Sélection

### Participants
| Draw | Artist                     | Song                   |
| ---- | -------------------------- | ---------------------- |
| 1    | Christos Hatzinasios       | "Illusion"             |
| 2    | Sunny Baltzi & Second Skin | "Game of Life"         |
| 3    | Manos Pyrovolakis          | "Kivotos tou Noe"      |
| 4    | Yórgos Alkéos & Friends    | "OPA"                  |
| 5    | Yorgos Karadimos           | "Polemao"              |
| 6    | Melisses                   | "Kinezos"              |
| 7    | Katerine Avgoustakis       | "Enjoy the Day"        |
| 7    | Émigré                     | "Touch me Deep Inside" |
| 8    | Eleftheria Eleftheriou     | "Tables are Turning"   |

Le 8 février 2010, un mois après la révélation publique des chansons par ERT, il a été constaté qu'un remix de Enjoy the day de Katerine Avgoustakis était disponible sur le site d'hébergement vidéo Youtube depuis le 5 novembre 2009, ce qui est une violation du règlement du Concours Eurovision de la chanson. La chanson fut disqualifiée.
Puis, le 25 février 2010, ce fut la disqualification de la chanson Tables are turning de Eleftheria Eleftheriou, car elle fut également divulguée sur Internet avant la date officielle.